# سوبر بول يوم الأحد
سوبر بول يوم الأحد هو اليوم الذي تُلعب فيه مباراة 

## الأعياد
وعلى الرغم من عدم كون سوبر بول يوم الأحد يوم عطلة رسمي، إلا أنه يعد مناسبة تجتمع فيها الكثير من الأسر والأصدقاء لمشاهدة المباراة، بما في ذلك أولئك الذين ليسوا عادة من مشجعي كرة القدم، ومع أنه كان معروف تاريخياً بازداحم الحانات الرياضية في هذا اليوم إلا انه أصبح أكثر شيوعاً عند الناس مشاهدة المباراة في المنزل. [بحاجة لمصدر] ويرجع ذلك جزئياً إلى زيادة حجم أجهزة التلفزيون المنزلية في الولايات المتحدة فضلاً عن محاولات من المستهلكين ذوي الميزانية المحدودة لتوفير المال.
ولأن مشاهدة مباراة السوبر بول يعد شائعاً، فغالباً ما تكون المحلات خالية خلال المباراة، لا سيما في المناطق التي يمثلها الفريقين اللاعبين في مباراة السوبر بول، ويقل استخدام المياه مع ارتفاع كبير في استخدامها خلال الشوط الثاني وبعد المباراة وأيضاً يزداد استخدام المشجعون لدورات المياه. بالإضافة إلى ذلك، ويتم عقد حملات خيرية تحت عنوان كرة القدم، أو تقديم الخطب التي تهدف إلى اجتذاب الأعضاء الذكور للمجمع.
ودعا اتحاد كرة القدم الأميركي المدراء التنفيذيين بجعل عطلة نهاية الاسبوع لمدة ثلاثة أيام للسماح للجماهير بالاحتفال بالحدث، وهناك يعتقد أنه سيكون هناك فقدان في الإنتاجية في قوة العمل الأمريكية يوم الاثنين بعد وقوع الحدث. وتخصص معظم القنوات التلفزيونية اليوم بأكمله من جدول البرامج لهذه المبارة مثل (سي بي أس، فوكس، إن بي سي)، وبرامج مطولة قبل المبارة
و تعرض إن اف ال فيلمز برامج استعادية من الموسم السابق وإصدارت خاصة من برامج حديث صباح يوم الأحد في الصباح وفي الظهر إلي وقت المبارة. وعلى الرغم من الخسارة الفادحة للعديد من مشاهدين إحتفلات السوبر بول، فإن الشبكات المنافسة تلجأ إلى اتخاذ تدبيرات قليلة التكلفة مثل سباقات الماراثون وعروض معادة وبرامج هادفة وابداعية مثل البوبي بول.

## الطعام
وتُستهلك كميات كبيرة من الطعام والكحول في السوبر بول الأحد. ويعتبر هذا الحدث اليوم ثاني أكبر حدث يتم فيه إستهلاك الغذاء في الولايات المتحدة بعد عيد الشكر، ولاحظت بعض أقسام الشرطة وجود زيادة كبيرة في القيادة في حالة سكر في سوبر بول الأحد.
عادة ما يتم تقديم طعام سوبر بول الأحد على شكل بوفيه، بدلاً من أن تكون وجبات جلوس. وتشمل الأطعمة التي تؤكل عادة في سوبر بول الأحد أجنحة الجاموس والفلفل الحار وصلصة غمس والبيتزا ورقائق البطاطس. ترى العديد من مطاعم توصيل البيتزا أن عدد الطلبات الخارجية للبيتزا تتضاعف إلى ما يقرب 60 بالمئة. وتستهلك ما يقرب (13000000 كلغ) من رقائق البطاطس، 1.25 مليار قطعة من أجنحة الدجاج، و (3,600,000 كجم) من وجبة الأفوكادو المهروس مع الطماطم والفلفل الحار خلال مباراة السوبر بول.